# Перчатки смерти
«Перчатки смерти» — трупное явление, которое имеет место при долговременном нахождении мёртвого тела в жидкости. Представляет собой частный признак мацерации, и проявляется на кистях и стопах в виде самопроизвольного отслоения кожи вместе с ногтями из-за отторжения эпидермиса от дермы. При проведении судебно-медицинской экспертизы это явление считается одним из доказательств длительного воздействия на труп жидкой среды (необязательно — водной) или пара.

## Механизм формирования
После нескольких часов (обычно от двух до шести) пребывания трупа в жидкости, эпидермис на подошвах и ладонях приобретает бело-серую окраску и набухает. Это явление в криминалистике получило название «рука прачки». Через несколько дней (от трёх до четырёх) процесс набухания эпидермиса становится повсеместным и распространяется на всё тело. По достижении восьмых-пятнадцатых суток начинается постепенное отделение эпидермиса от кожи. Этот процесс завершается к концу месяца с окончательным формированием «перчаток смерти».
Появление на конечностях трупа «перчаток смерти» обычно не является препятствием для его дактилоскопирования. В таких случаях отошедшие фрагменты кожи срезают и надевают на свои руки, облачённые в резиновые перчатки. С них можно проводить снятие отпечатков пальцев по общим правилам.